# Nundasuchus
Nundasuchus songeaensis
Genre
Espèce
Nundasuchus est un genre fossile de crurotarsi, peut-être un archosaure suchia apparenté aux Paracrocodylomorpha.

## Présentation

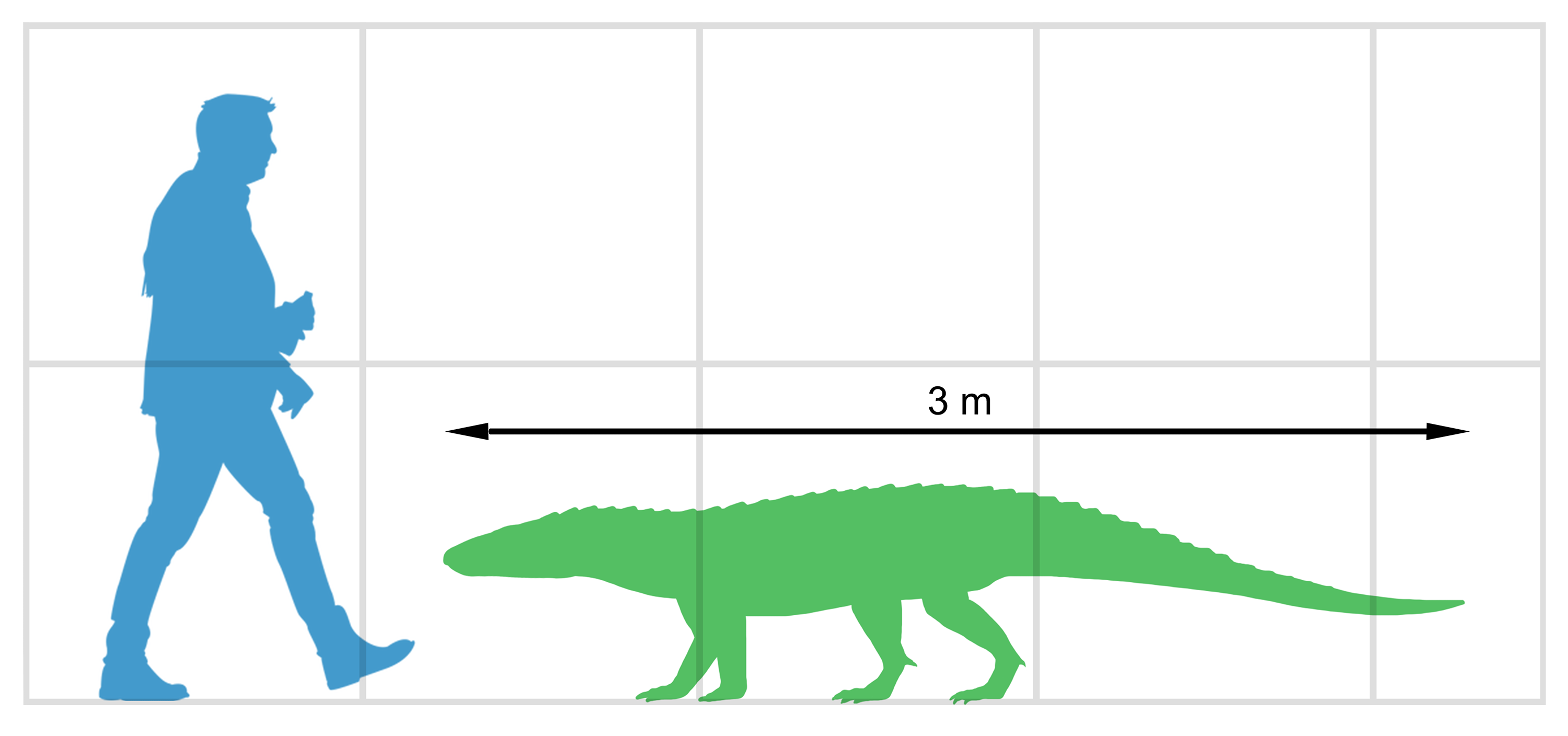
Tailles comparées d'un nundasuchus et d'un humain.

Des restes ont été retrouvés dans des formations formations géologiques (manba beds) du trias moyen au sud ouest de la Tanzanie. Le genre ne contient qu'une espèce Nundasuchus songeaensis, connue à partir d'un squelette partiel.